# Ахалцихе
Ахалци́хе (груз. ახალციხე — букв. «Новая крепость») — город на юге Грузии. Административный центр края Самцхе-Джавахети и Ахалцихского муниципалитета. Находится на реке Поцхови (приток Куры), через город проходят шоссейные дороги на Батуми, Боржоми, Ахалкалаки. Железнодорожная станция Грузинской железной дороги в 52 км от Боржоми на линии Хашури — Вале. В городе существует театр. В 28 километрах от города находится курорт Абастумани. Недалеко от крепости Рабат есть источник природной термальной воды.

## Население
В 70-е годы XVIII века, побывавший в Джавахети немецкий путешественник Иоганн Антон Гюльденштедт отмечает, что в Ахалцихе и других соседних местах «…живут грузины, которые хотя и говорят еще на своем языке, но из-за турецкого владычества отступили от христианской религии и стали магометанами».
| Год  | Грузины | Грузины | Армяне | Армяне | Русские, украинцы, белорусы | Русские, украинцы, белорусы | Евреи | Евреи  | Другие | Другие | Общее  |
| ---- | ------- | ------- | ------ | ------ | --------------------------- | --------------------------- | ----- | ------ | ------ | ------ | ------ |
| 1886 | 2 733   | 17 %    | 10 417 | 64.6 % | 146                         | 0.9 %                       | 2 545 | 15.8 % | 275    | 1.7 %  | 16 116 |
| 1897 | 3 578   | 23.3 %  | 9 035  | 58.8 % | 1 172                       | 7.3 %                       | 438   | 2.9 %  | 1 134  | 3.4 %  | 15 357 |
| 1926 | 1 817   | 14.8 %  | 6 516  | 52.9 % | 1 425                       | 11.6 %                      | 94    | 0.8 %  |        | %      | 12 310 |
| 1959 | 6 801   | 25.7 %  | 14 341 | 54.1 % | 3 509                       | 13.2 %                      | 368   | 1.4 %  |        | %      | 26 497 |
| 1979 | 5 714   | 29.2 %  | 10 278 | 52.5 % | 2 208                       | 11.3 %                      | 337   | 1.7 %  | 1 050  | 5.4 %  | 19 587 |
| 1989 |         |         |        |        |                             |                             |       |        |        |        | 24 570 |
| 2014 | 12 838  | 71.7 %  | 4 781  | 26.7 % | 75                          | 0.4 %                       | 11    | 0.06 % | 198    | 1.1 %  | 17 903 |

Согласно ЭСБЕ население в 1891 году составляло 13 265 чел.
По данным первой всеобщей переписи населения Российской империи 1897 года в городе Ахалцих проживало 15 357 чел. (грамотных — 6 097 чел. или 39,7 %). Из них, чел.:
- Армяне — 9 035 (58,83 %),
- Грузины — 3 576 (23,29 %),
- Славяне (в основном русские, а также украинцы и белорусы) — 1 580 (10,29 %),
- Евреи — 438 (2,85 %),
- Поляки — 345 (2,25 %),
- Азербайджанцы[Комм. 1] — 108 (0,70 %),
- Литовцы — 73 (0,48 %),
- Турки — 59 (0,38 %),
- Немцы — 53 (0,35 %),
- Осетины — 11 (0,07 %),
- Греки — 10 (0,07 %),
- Ассирийцы — 10 (0,07 %),
- Чеченцы — 8 (0,05 %),
- Аваро-андийцы (аваро-андо-цезы) — 6 (0,04 %),
- Чехи — 4 (0,03 %),
- Персы — 4 (0,03 %),
- Латыши — 3 (0,02 %),
- Французы — 2 (0,01 %),
- Имеретинцы — 2 (0,01 %),
- Курды — 1 (0,01 %),
- Лакцы — 1 (0,01 %),
- Чуваши — 1 (0,01 %),
- представители других народностей — 27 (0,18 %).

Население города на январь 1989 года составляло 24 570 человек, на 2002 год — 18 500 человек, на январь 2014 года — 20 000 человек, на январь 2016 года — 14 000 человек.

## История

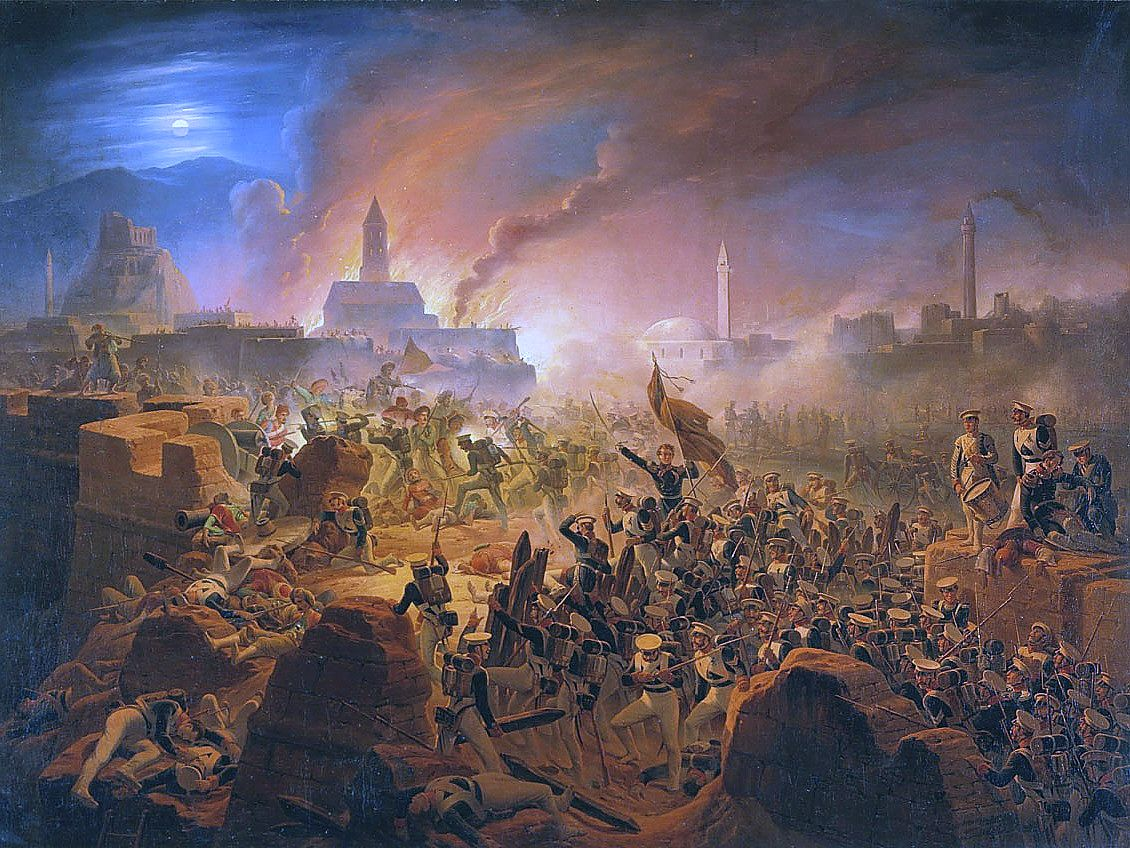
Штурм крепости Ахалцых 15 августа 1828 года. (Суходольский Я., 1839).

Поселение древней Куро-Аракской культуры (4000 — 2200 гг. до н. э.) находится в Ахалцихе.
Современный Ахалцихе, в пределах Грузинского царства, был основан в первой половине XII века н. э. С XIV века до 80-х годов XVI века Ахалцихе являлся центром культуры, политики и экономики области Месхетия и резиденцией атабеков из рода Джакели. В 1579 году город попал под власть Османской империи и с 1628 года город стал центром Ахалцихской провинции Османской империи.
В декабре 1810 года Тамаз Орбелиани участвовал в походе на Ахалцихе совместно с генералом А. Тормасовым, и после десятидневной осады был вынужден отступить в Боржомское ущелье. Там его бойцы обнаружили боржомские минеральные источники.
В ходе русско-турецкой войны 1828—1829 года в августе 1828 года у стен Ахалцихе произошло сражение между русскими войсками под командованием генерала И. Ф. Паскевича (9 тыс. чел.) и 30-тысячной турецкой армией под общим командованием Киос-Магомет-паши. Турецкие войска были разбиты и отступили, после чего крепость была занята русскими войсками. В феврале 1829 года турецкие войска попытались отбить крепость. Оборона крепости Ахалцихе под руководством генерала Бебутова длилась с 20 февраля по 4 марта 1829 года. Отбив первый штурм, гарнизон держался ещё 12 дней, после чего к ним подошло подкрепление, заставившее турок отступить.
В 1829 году по итогам Адрианопольского мира крепость Ахалцихе была присоединена к Российской империи.

## Достопримечательности
- Ахалцихская крепость (Рабат)
- Мечеть Ахмедийе[22]
- Церковь Богоявления Святого Креста (Ахалцихе)